# Мунк, Йенс
Йенс Мунк (3 июня или июля 1579, Арендал — 28 июня 1628, Киль) — норвежско-датский мореплаватель и исследователь. Находился на службе у датского короля Кристиана IV. Получил наибольшую известность своими попытками найти Северо-Западный проход в Индию.

## Биография
Йенс Мунк родился в поместье Барбу в Арендале, округ Эуст-Агдер (современная Норвегия). Его отец — бедный дворянин и офицер Эрик Мунк — отличался жёстким характером. В 1585 году Эрик был заключён в тюрьму замка Драгсхольм, а восьмилетний Йенс с матерью уехали в Ольборг. В 1591 году, в двенадцать лет, Йенс отправился в город Порту — бывшую столицу Португалии, где поступил моряком на службу к Диарту Диашу. В следующем году он плавал с голландским конвоем к портовому городу Баии в Бразилии. У бразильского побережья конвой был атакован французскими пиратами, и Мунк оказался среди семи выживших. 
В течение шести лет Мунк жил в Баии (современный Салвадор), где состоял на службе брата Диарта Диаша — Мигела. В 1599 году Мунк вернулся в Европу и поселился в Копенгагене, где датский магнат и государственный канцлер Хенрик Рамель нанял его на свой корабль в качестве помощника капитана.
В 1609 году Мунк со своим партнером Йенсом Хвидом ходил в Баренцево море. Две попытки Мунка найти Северо-восточный проход в 1609 и 1610 годах привлёкли к нему внимание короля Кристиана IV. 
В период Шведско-датской войны Йенс Мунк вместе с дворянином Йоргеном Даа в 1612 году провёл успешную атаку шведской крепости Алвсборг (недалеко от сегодняшнего Гётеборга).
В 1614 году Мунк вёл поиски капера Яна Мендосеса, участвовавшего в битве у Канина Носа, у входа в Белое море. 
Весной 1617 года Мунк завербовал восемнадцать человек в первую Датскую китобойную экспедицию на Шпицберген. Экспедиция закончилась неудачно. 
В 1618 году король Кристиан IV назначил его командиром первой датской экспедиции в Восточную Индию с пятью судами и почти тысячей человек команды, — но за месяц до отплытия экспедиции в ноябре Мунк был заменён молодым дворянином Ове Гьедде. Причиной замены Мунка, скорее всего, был его конфликт с государственным канцлером Кристианом Фриисом. Неудача Мунка усугубилась гибелью его брата Нильса и верного друга Йоргена Даа. За несколько месяцев до этого Мунк потерял огромное количество денег в результате неудачной китобойной экспедиции. В попытках вернуть себе положение в обществе, Мунк в 1619 году начал планирование гораздо более впечатляющей экспедиции — поиска Северо-Западного прохода.

### Северо-Западная экспедиция

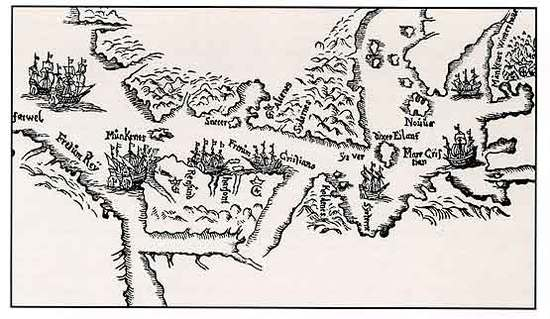
Карта, составленная Мунком в 1624 году, показывает район между гренландским мысом Фарвель и Гудзоновым заливом, север внизу

Поисками путей в Индию заинтересовалось и датское правительство. 9 мая 1619 года, под эгидой короля Кристиана IV, Мунк начал собирать экспедицию, в которую вошли небольшой фрегат «Enhiörningen» (Единорог) и шлюп «Lamprenen» (Минога) Королевского военно-морского флота Дании с командой общей численностью в 65 человек. Целью экспедиции было обнаружение Северо-Западного прохода в Китай и Индию. В состав экипажа был включён Расмус Йенсен, священник датской церкви, признанный в дальнейшем первым лютеранским священнослужителем Канады. 16 мая 1619 года после торжественной службы в Хольменс-кирке, на которой присутствовал Кристиан IV, суда экспедиции Мунка вышли из порта. Флотилия прошла в пролив Дэвиса и нашла Фробишер-Бей. Пройдя Гудзонов пролив лишь 20 августа, Мунк повернул на юго-запад и в сентябре дошёл до устья реки, которую теперь называют рекой Черчилл (провинция Манитоба, Канада).

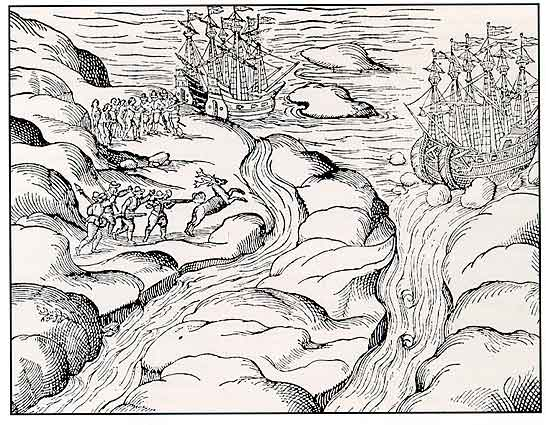
Корабли экспедиции Мунка разгружаются в Гудзоновом заливе

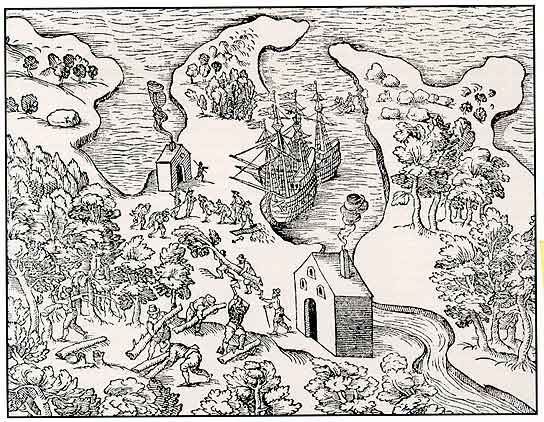
Команда и корабли готовятся к зимовке 1619—1620 года

Зимовала экспедиция в устье реки Черчилль. Зима оказалась исключительно суровой, в результате к лету 1620 года от холода, голода и эпидемий цинги из 65 участников экспедиции выжили только сам Мунк и два его товарища. К середине июля они поправились, питаясь рыбой и птицей, сделали запасы в дорогу и, бросив одно судно, на «Миноге» отплыли 16 июля 1620 года из Канады. 20 сентября 1620 года они дошли до Бергена в Норвегии, а 21 сентября добрались до Копенгагена, «скорее похожие на тени, чем на людей». Как пишет датский историк Эрлинг Поульсен: 
Экспедиция в Индию через Канаду закончилась полным провалом. Но главное: ведь, добраться до Индии через Канаду невозможно! Однако, тогда этого никто не знал.

### Последующая жизнь и смерть
Мунк планировал новую экспедицию по овладению северо-западом и созданию колонии «Nova Dania» (Новая Дания) для датской короны, но его здоровье оказалось слишком слабым. В последующие годы Мунк служил в чине капитана в королевском флоте.
В 1625 году Кристиан IV вовлёк Данию в Тридцатилетнюю войну. Флотилия Мунка блокировала берега реки Везер с 1626 по 1627 год. Затем, уже после сокрушительного поражения датской армии 19 июля 1627 года, Мунк принял участие в нападениях на контингенты имперского генералиссимуса Валленштейна на острове Фемарн и в городе Киле (в марте и апреле 1628 года, соответственно). Мунк умер 26 июня того же года, вероятно, в результате ранения в бою у Киля. Однако, по мнению французского ученого Исаака Пейрера, служившего легатом в посольстве Франции в Копенгагене, Мунк погиб в результате удара палки во время спора с королём Кристианом IV.
В честь Йенса Мунка был назван открытый им остров Канадского Арктического архипелага — Йенс-Мунк.